# Geastrum pectinatum
Geastrum pectinatum es una especie de hongo de la familia Geastraceae. Los ejemplares jóvenes tienen una apariencia esférica, pero cuando el cuerpo fructificante madura se divide una capa externa de tejido hasta abrirse como una estrella con siete a diez puntas afiladas que, finalmente, se doblan de nuevo hasta apuntar hacia abajo dejando al descubierto un pequeño saco de esporas —de 1 a 2.5 cm de amplio—. Este saco se apoya en un pequeño estipe radialmente arrugado y en su parte superior, posee una abertura cónica (peristoma) de hasta 8 mm  de longitud.
La masa de esporas y células circundantes dentro del saco (la carne) es de color marrón oscuro y se vuelve polvo en los especímenes maduros. Las esporas son esféricas, miden 4-6 µm de diámetro y tienen verrugas en la superficie. Aunque es infrecuente, tiene una distribución cosmopolita y se ha encontrado en varios lugares de Europa, América del Norte y del Sur, Asia y África, donde crece en el suelo de bosques abiertos. Como en otras «estrellas de tierra», también se encuentran cristales de oxalato de calcio en G. pectinatum y se cree que participan en la maduración del cuerpo fructificante.

## Descripción

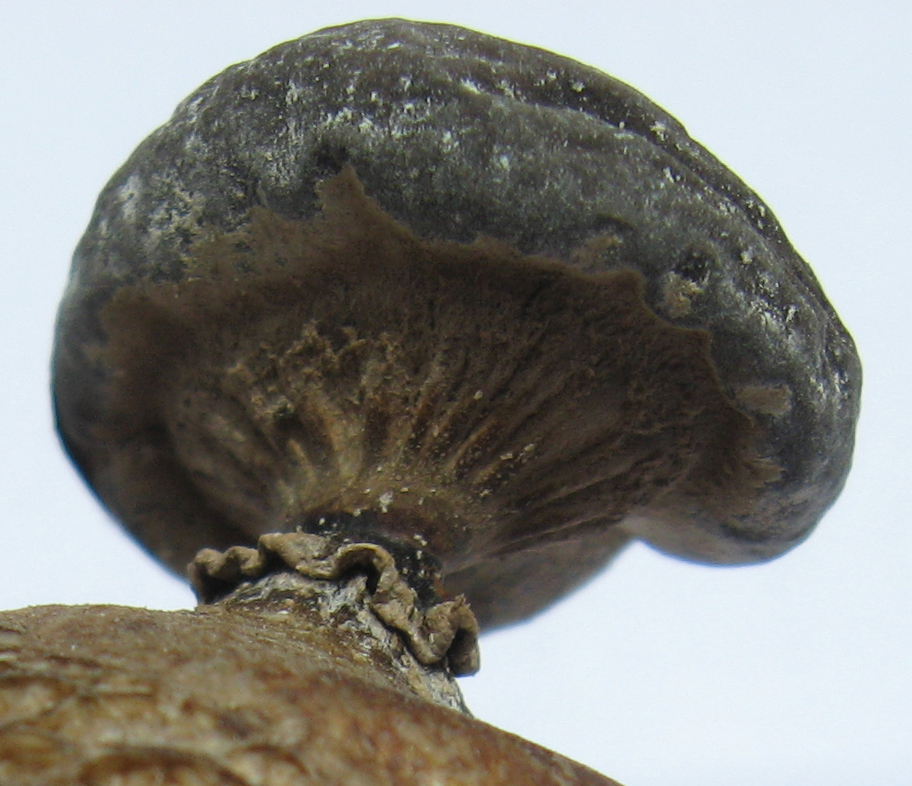
Acercamiento al pedúnculo y cara inferior del saco de esporas

Los especímenes inmaduros son casi esféricos y tienen un diámetro aproximado de 1 a 2 cm. Comienzan su desarrollo inmersos en el suelo para emerger de la tierra gradualmente durante la maduración. En este estado la superficie exterior está cubierta con micelio, el cual forma una capa suave y esponjosa sobre la que suele encontrarse tierra y residuos. Muchas veces los basidiocarpos (cuerpos fructificantes) jóvenes tienen un pomo o protuberancia redondeada. Al igual que otros miembros del género Geastrum, la pared del cuerpo fructificante tiene varias capas. En la madurez, la capa externa (el exoperidio) se divide hasta abrirse desde la parte superior en una estructura en forma de estrella con siete a nueve puntas, las cuales soportan el saco de esporas contenido dentro de la pared interna (el endoperidio). Los especímenes con basidiocarpos expandidos tienen hasta 5 cm de anchura y 6 cm de altura. Las puntas del exoperidio se doblan hacia atrás (por reflejo) y, al mismo tiempo, elevan el saco de esporas por encima del suelo, en lo que se conoce como la condición fornicada; esta posición expone el saco de esporas a las corrientes de aire, por lo que facilita la dispersión de las esporas. Casi siempre, la superficie de las puntas se agrieta y revela zonas con tonalidad más clara, especialmente a lo largo de los bordes. Al lado de una capa bien desarrollada de micelio, las puntas se unen a fragmentos de tierra o suelo del bosque.
El endoperidio, duro y membranoso, cubre el saco de esporas de color púrpura-marrón y de 0.5-1.5 cm de alto por 1-2.5 cm de ancho, que se sostiene por un pequeño estipe o pedúnculo de 3-4 mm de largo por 7-10 mm de ancho y tiene una apófisis estriada (sulcados) o abultada. Esta hinchazón en forma de anillo se forma con los restos de un tejido llamado capa seudoparenquimatosa. Cuando está fresca, esta capa es gruesa, carnosa y de color blanquecino, pero cuando está seca se torna marrón a marrón oscuro, al mismo tiempo que se encoge, divide y pela. El endoperidio puede ser pruinoso —cubierto con un polvo fino y blanco—, aunque la presencia de esta característica observada es algo variable. El saco de esporas se abre paso por un poro apical encima de un peristoma o «punta» cónica. Este peristoma es un pectinato, es decir, hecho de tejido que se asemeja a los dientes de un peine. El peristoma mide 2-5 mm de largo y consiste de 20 a 32 rugosidades distintas. La masa de esporas y células circundantes (la carne) en el interior del saco es marrón oscura y se vuelve polvo en los especímenes maduros. Internamente, el endoperidio contiene una estructura llamada columela, que tiene forma cónica, color marrón blanquecino o pálido y se extiende a más de la mitad de la carne. La seta no tiene olor ni sabor distinguible; al igual que otras «estrellas de tierra», no es comestible y carece de interés culinario.

### Características microscópicas

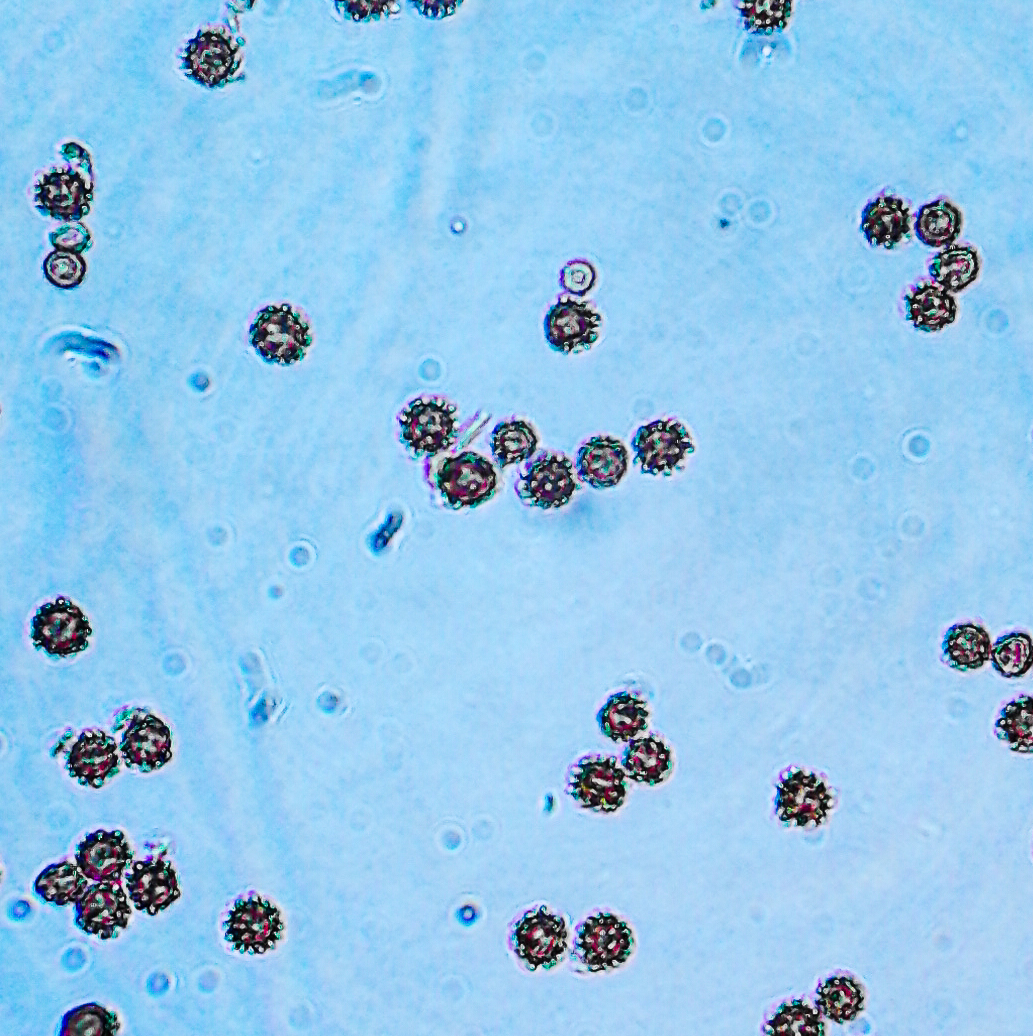
Microscopía de las esporas

Las esporas son marrones y opacas. Tienen una forma casi esférica y están ornamentadas con verrugas cortas y transparentes (hialinas); el diámetro promedio es de 4-4.5 µm (5.5-6.5 µm si se incluye la longitud de las verrugas). Los basidios (células portadores de esporas) tienen dos a cuatro esporas, mientras que los cistidios —células estériles especializadas que aparecen en la superficie himenial en algunos hongos— están ausentes. Los capilicios —una masa de fibras estériles filiformes dispersas entre las esporas— son de color marrón claro y tienen 3-7 µm de diámetro; son cónicos, de paredes gruesas y con un interior estrecho, ya sea liso o con ligeras deformaciones.

## Taxonomía

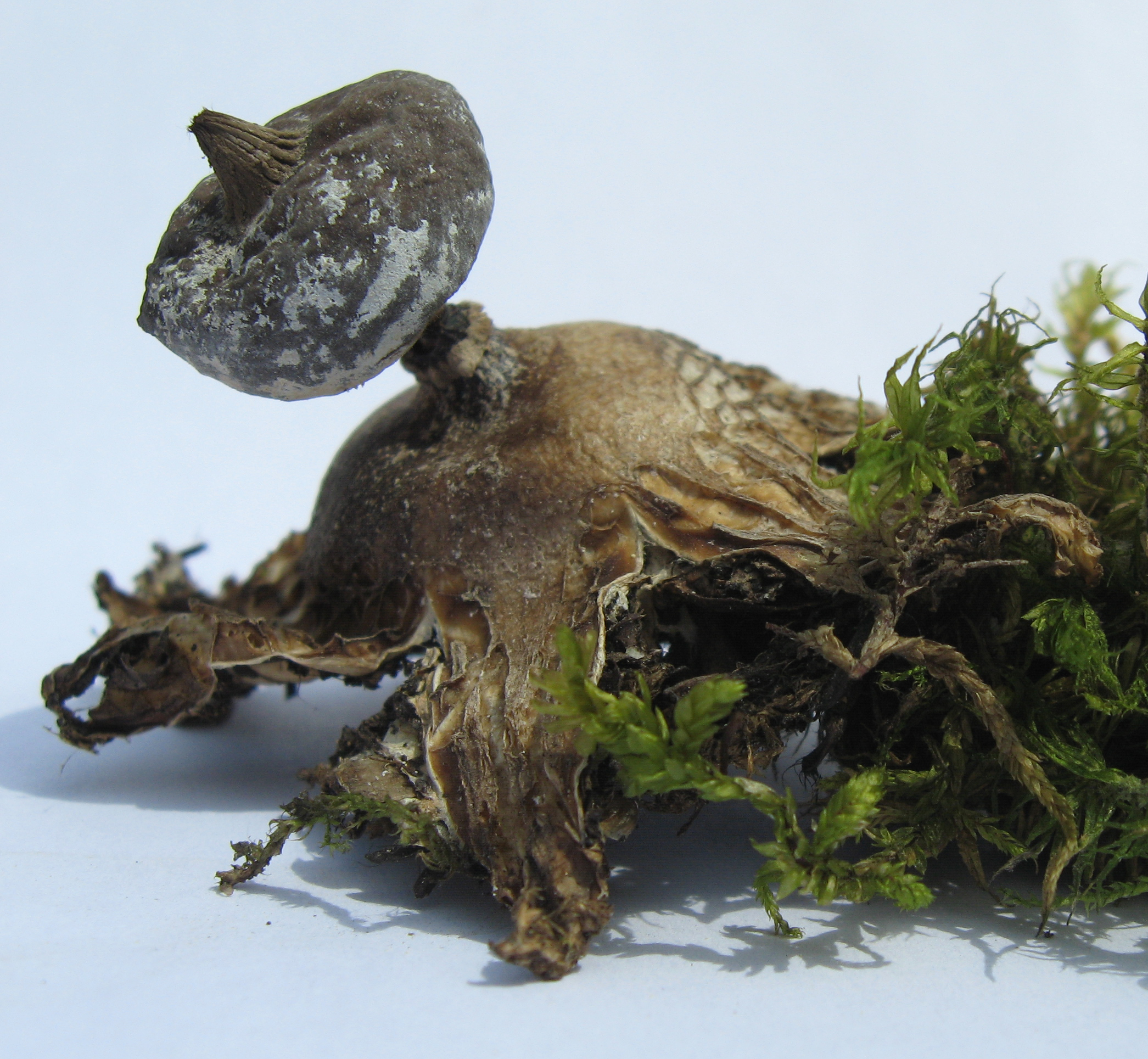
Ejemplar de un herbario

Christiaan Hendrik Persoon publicó la primera descripción de Geastrum pectinatum en 1801. En 1860 Miles Joseph Berkeley y Moses Ashley Curtis describieron la especie Geastrum biplicatum (originalmente denominada Geaster biplicatus), sobre la base de muestras enviadas a ellos por Charles Wright que obtuvo de las islas Bonin durante una expedición de agrimensura y exploración al Pacífico Norte. El micólogo japonés Sanshi Imai consideró idéntico al mencionado taxón junto con G. pectinatum en una publicación de 1936. En 1959, el micólogo J. T. Palmer en una comparación de la muestra obtenida por Persoon con ejemplares frescos, de lo que en ese entonces se pensaba que eran especies distintas: G. plicatum y G. tenuipes —nombradas por el naturalista inglés Miles Joseph Berkeley en 1838 y 1848, respectivamente—; llegó a la conclusión de que los tres especímenes eran sinónimos y, más adelante, designó al espécimen original de Persoon como el neotipo.
En su clasificación de Geastrum, Ponce de León colocó a las especies en el subgénero Geastrum, sección Geastrum, como la especie tipo de la subsección Sulcostomata, grupo pectinatum. Otras especies de este grupo, que se caracterizan por un peristoma específico rodeado de un surco, son G. xerophilum y G. furfuraceum. En el concepto infragenérico desarrollado por V. J. Staněk (1958), G. pectinatum fue colocado en la sección Perimyceliata (que abarca las especies en las que la capa de micelio cubre todo el endoperidio), de la subsección Glabrostomata, que incluye las especies con peristomas plegados. El epíteto específico deriva del vocablo latino pectinatum, que literalmente significa «como un peine». Samuel Frederick Gray la llamó «cocha chupada con forma de peine» en The Natural Arrangement of British Plants (1821).

### Especies similares
Esta especie ha sido confundida morfológicamente con G. schmidelii, hongo similar pero más pequeño. Esta última especie carece de las estrías verticales en la porción basal del endoperidio y no tiene un anillo seudoparenquimatoso alrededor del estipe. Otra especie similar, G. berkeleyi, tiene un estipe más corto y carece de crestas en la base del saco de esporas. Además, de manera general, el color del saco de esporas es de color marrón, en contraste con el gris azulado de G. pectinatum. G. xerophilum también tiene una capa de polvo blanco en la superficie del saco de esporas, pero, a diferencia de G. pectinatum, carece de un anillo consistente en la base del pedúnculo; asimismo, al contrario que G. pectinatum, las esporas de G. xerophilum son amarillas y contienen gotitas de aceite que son fácilmente observables con un microscopio óptico. G. striatum tiene cuerpos fructificantes más pequeños que G. pectinatum y una apófisis distinta, parecida a un collar.

## Distribución y hábitat

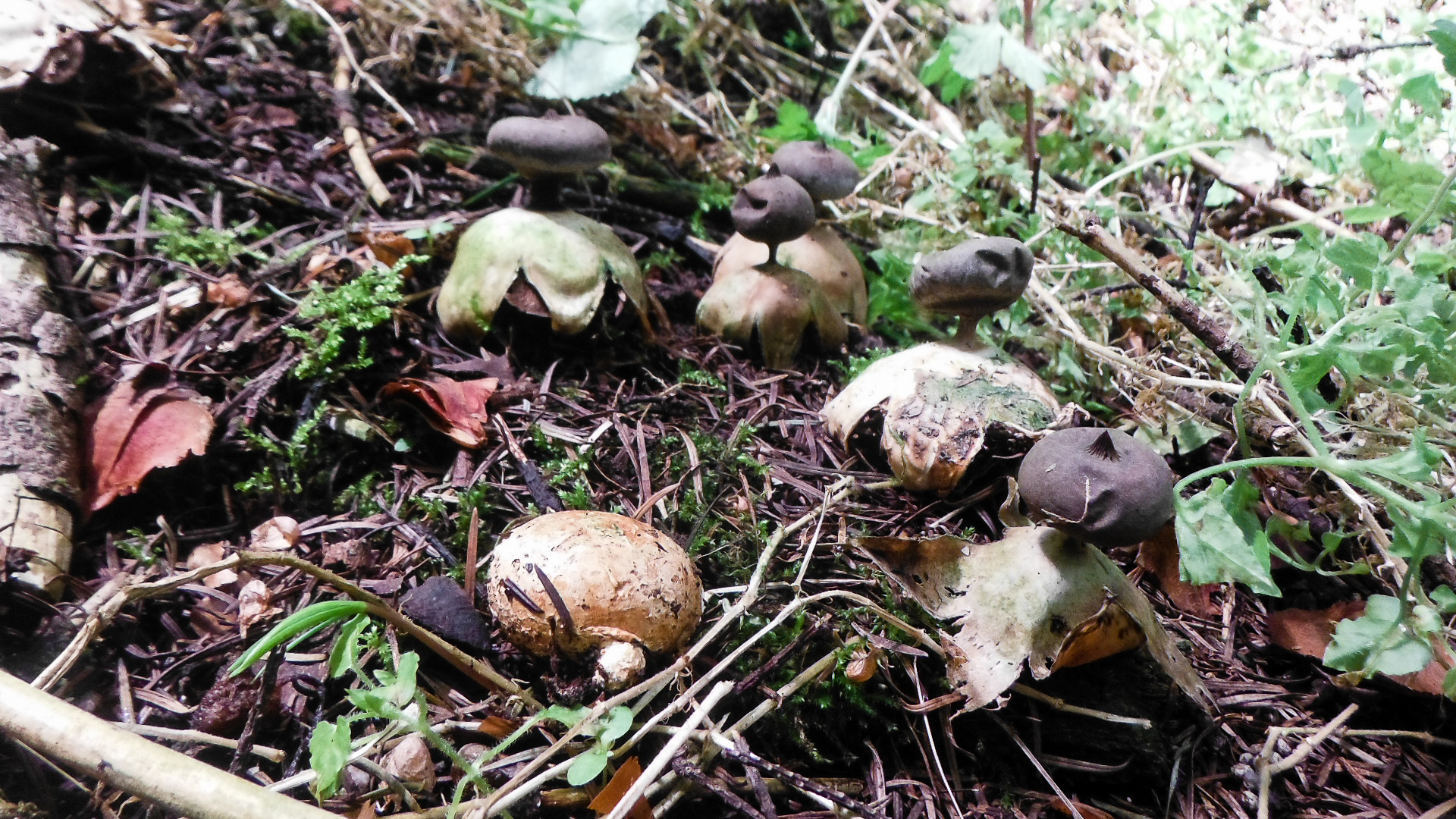
Grupo de setas creciendo a la intemperie

Se ha encontrado creciendo en solitario o en grupos en suelo arenoso o rico en abono de bosques mixtos y de coníferas, aunque muchas veces se observa bajo los cedros. En Hawái crece bajo árboles de Casuarina de la costa y Cupressus en el bosque. Por lo general, el hongo aparece a finales de verano y otoño (en Gran Bretaña y Europa), pero los cuerpos fructificantes pueden secarse y persistir durante algún tiempo.
Geastrum pectinatum tiene una distribución cosmopolita. Se ha documentado su presencia en Australia y Nueva Zelanda, África (Congo y Sudáfrica), América Central (Costa Rica), Asia (noreste de China y Japón) y América del Sur (Brasil). En Europa, se ha informado de su presencia en Bélgica, Irlanda, Alemania, los Países Bajos, Noruega y Suecia. En Oriente Medio se ha encontrado en Israel y Turquía, mientras que en América del Norte está presente en los Estados Unidos (incluido Hawái), Canadá y México. Está clasificado en el Red Data Book (lit. Libro Rojo de Datos, documento que compila las especies raras y en peligro de extinción) de Letonia y se considera una especie amenazada en Polonia. Con frecuencia, las fuentes norteamericanas apuntan su aparición como «rara»; por el contrario, el micólgo Stellan Sunhede, en su monografía de 1989 sobre Geastraceae, la considera una de las «estrellas de tierra» más comunes del norte de Europa.

## Cristales de oxalato de calcio
El oxalato de calcio es un compuesto cristalino común encontrado en muchos hongos, incluyendo las «estrellas de tierra». La presencia de cristales de oxalato de calcio en G. pectinatum —que se observan como un polvo de color blanquecino en la superficie del saco de esporas— ha sido verificada utilizando microscopía electrónica de barrido. Los cristales de oxalato de calcio se distinguen por su forma tetragonal, conocida como weddellita. Un estudio sobre una especie relacionada (Geastrum saccatum) ha demostrado que estos cristales son responsables de la apertura característica (dehiscencia) de las capas peridiales exteriores. La formación de cristales de oxalato de calcio estira las capas de las paredes exteriores y presiona por separado a las capas internas y externas del peridio.